# 大阿爾普湖
大阿爾普湖（德語：Großer Alpsee），是德國的湖泊，位於該國東南部，由巴伐利亞負責管轄，處於施瓦本行政區，長3.3公里、寬2.5公里，面積2.47平方公里，海拔高度960米，平均水深13米，最大水深23米，水體容量3,268萬立方米，湖岸線長度8.1公里。